# Secretos del corazón
Secretos del corazón és una pel·lícula dramàtica espanyola escrita i dirigida per Montxo Armendáriz, candidata al Oscar de Hollywood i guanyadora de quatre premis Goya. Es va rodar en bona part al poble navarrès d'Otsagabia. Va fer una recaptació de 711.092.434 euros.

## Argument
Durant les vacances, Javi i el seu germà Juan van al poble a la muntanya. Allí, Javi se sent atret pel secret que oculta una habitació de la casa, que sempre roman tancada: la sala on van trobar mort al seu pare. Juan li diu que en aquesta habitació es pot escoltar la veu del seu pare, perquè els morts criden per a lliurar-se dels secrets. Intrigat per aquest món enigmàtic, Javi continuarà indagant en els misteris que oculta. Les seves recerques el faran descobrir i comprendre el món dels adults i les seves mentides.

## Fitxa artística
- Carmelo Gómez (Oncle)
- Andoni Erburu (Javi)
- Charo López (María)
- Sílvia Munt (Mare)
- Vicky Peña (Rosa)
- Álvaro Nagore (Juan)
- Íñigo Garcés (Carlos)
- Joan Vallès (Avi)
- Joan Dalmau (Benito)
- Chete Lera (Ricardo)

## Comentaris
Segons la pròpia definició del seu realitzador, Secretos del corazón és "una pel·lícula poètica i de sentiments que pot competir amb les grans superproduccions d'efectes especials de Hollywood".
Armendáriz compta amb una àmplia carrera cinematogràfica en la qual figuren títols d'èxit com Historias del Kronen o Obaba i altres de caràcter més intimista com Tasio i Las cartas de Alou.

## Palmarès cinematogràfic
Premis Oscar
| Categoria                             | Resultat |
| ------------------------------------- | -------- |
| Millor pel·lícula de parla no anglesa | Nominada |

XII Premis Goya
| Categoria                    | Persona                                        | Resultat   |
| ---------------------------- | ---------------------------------------------- | ---------- |
| Millor pel·lícula            | Millor pel·lícula                              | Nominada   |
| Millor director              | Montxo Armendáriz                              | Nominat    |
| Millor actriu de repartiment | Charo López                                    | Guanyadora |
| Millor actriu de repartiment | Vicky Peña                                     | Nominada   |
| Millor actor revelació       | Andoni Erburu                                  | Guanyador  |
| Millor guió original         | Montxo Armendáriz                              | Nominat    |
| Millor muntatge              | Rosario Sáinz de Rozas                         | Nominada   |
| Millor direcció artística    | Félix Murcia                                   | Guanyador  |
| Millor so                    | Gilles Ortion Alfonso Pino Bela María da Costa | Guanyadors |

Premis Sant Jordi de Cinematografia
| Categoria                   | Resultat   |
| --------------------------- | ---------- |
| Millor pel·lícula espanyola | Guanyadora |

Premis del Cercle d'Escriptors Cinematogràfics
| Any  | Categoria            | Resultat   |
| ---- | -------------------- | ---------- |
| 1997 | Millor pel·lícula    | Guanyadora |
| 1997 | Millor director      | Guanyador  |
| 1997 | Millor guió original | Guanyador  |

Festival de Cinema de Cartagena
| Any  | Categoria                    | Resultat   |
| ---- | ---------------------------- | ---------- |
| 1997 | Més ben director             | Guanyadora |
| 1997 | Millor fotografia            | Guanyadora |
| 1997 | Millor pel·lícula            | Candidata  |
| 1997 | Millor Actriu de repartiment | Guanyadora |

47è Festival Internacional de Cinema de Berlín
| Any  | Categoria                                        | Resultat  |
| ---- | ------------------------------------------------ | --------- |
| 1997 | Premi Blaue Engel a la millor pel·lícula europea | Guanyador |

Premis Alfa i Omega
| Any  | Categoria                   | Resultat   |
| ---- | --------------------------- | ---------- |
| 1997 | Millor pel·lícula espanyola | Guanyadora |

Premis Ondas 1997
| Any  | Categoria         | Resultat   |
| ---- | ----------------- | ---------- |
| 1997 | Millor pel·lícula | Guanyadora |

Festival de Cinema de Chicago
| Any  | Categoria                                        | Resultat   |
| ---- | ------------------------------------------------ | ---------- |
| 1997 | Premi Hugo de l'Audiència a la millor pel·lícula | Guanyadora |

Premis de la Unión de Actores
| Any  | Categoria                       | Persona       | Resultat   |
| ---- | ------------------------------- | ------------- | ---------- |
| 1997 | Millor interpretació secundària | Charo López   | Ganadora   |
| 1997 | Millor actor revelació          | Andoni Erburu | Guanyadora |